# NGC 2499
NGC 2499 (również PGC 22366) – galaktyka spiralna z poprzeczką (SB?), znajdująca się w gwiazdozbiorze Małego Psa. Odkrył ją Albert Marth 25 marca 1864 roku.